# 达韦迪斯
达韦迪斯（法語：Daverdisse，法語發音：[davɛʁdis]）是比利时瓦隆大区盧森堡省讷沙托区的一个市镇，西南与那慕爾省接壤，通行法语，是比利时法语社群的一部分，面积56.40平方千米，人口1,407人（2018年1月1日）。